# Tempelhof
 Tempelhof (ajutor·info) este o localitate componentă a Berlinului, care face parte din cartierul Tempelhof-Schöneberg. Aici se află fostul aeroport Tempelhof, unul dintre cele mai vechi aeroporturi comerciale din lume. Această zonă este acum pustie și arată ca un loc gol pe hărțile Berlinului. În prezent se fac încercări de conservare a clădirilor încă existente.
Localitatea Tempelhof este situată în partea central-sudică a orașului. Înaintea realizării reformei administrative a Berlinului din 2001, zona Tempelhof, împreună cu localitățile Mariendorf, Marienfelde și Lichtenrade, formau un cartier propriu, denumit Tempelhof. Aceste localități au evoluat din satele istorice de pe platoul Teltow, care au fost fondate la începutul secolului al XIII-lea în cursul colonizării germane a regiunilor estice (Ostsiedlung).

## Istoric
Tempelhove a fost menționat pentru prima dată într-un hrisov emis în 1247 la Abația Walkenried ca un Komturhof (curte a comandantului, cel mai mic domeniu deținut de un ordin militar) al cavalerilor templieri ai căror conducători și militari au fost expulzați din Regatul Ierusalimului după ocuparea acestuia de către mameluci în 1291. Centrul așezării, format din biserică și moșia principală, a fost fortificat și înconjurat complet de apă. Templierilor li s-au alăturat cincisprezece familii ai fiilor unor fermieri lipsiți de pământ din zona Rinului, care nu puteau moșteni nimic de la părinții lor din cauza suprafragmentării acestor moșii. Templierii le-au oferit un sol fertil pe care să-l cultive protejați de fortificația Tempelhove.
După ce papa Clement V a desființat oficial Ordinul Templului în 1312, cavalerii Sfântului Ioan (Johanniter), susținuți de margraful Waldemar de Brandenburg, au luat în stăpânire satele Tempelhof, Mariendorf și Marienfelde. În 1435 ei și-au vândut domeniile orașului Berlin.
La începutul secolului al XIX-lea, Tempelhof era încă un sat situat în afara Berlinului, unde berlinezii obișnuiau să facă excursii la sfârșit de săptămână. Parțile nordice ale satului Tempelhof au fost încorporate în 1861 în cadrul Berlinului ca Tempelhofer Vorstadt și în 1920 au fost incluse în cartierul Kreuzberg.
Astăzi, domeniul fostului comandament (în germană Komturei) este format dintr-un grup de parcuri, numite Bosepark, Kleiner Park, Alter Park și Franckepark. Unele dintre ele conțin iazuri care făceau parte din șanțul artificial ce înconjura centrul satului. Un iaz, Krummer Pfuhl, situat în Franckepark, după ce a fost transformat într-un bazin public de înot în secolul al XIX-lea, a secat complet și este acum un parc de cerbi împrejmuit.
Biserica originală, construita din bolovani, a fost distrusă în cel de-al Doilea Război Mondial și a fost înlocuită cu o clădire din zidărie de piatră cu un turn din lemn.
Studiourile Tempelhof au fost înființate în 1912 și au funcționat ca studiouri cinematografice și apoi ca studiouri de televiziune.

## Personalități
- Manny Marc (n. 1980), DJ și rapper
- Klaus Wowereit (n. 1953 în Altbezirk Tempelhof), politician SPD, care a fost președinte al Consiliului Local din Tempelhof (1984-1995) și primar guvernator al Berlinului (2001-2014)[2]
- Michael Müller (n. 1964 în Altbezirk Tempelhof), politician SPD, care a fost membru al Consiliului Local din Templehof (1989-1996) și primar guvernator al Berlinului (din 2014), succedându-i lui Klaus Wowereit
- Marta Hillers (1911-2001), jurnalistă germană, a trăit până după război într-un apartament din Manfred-von-Richthofen-Straße 13 (apoi numărul 31). Ea a consemnat experiențele sale din perioada războiului și a ocupației ulterioară a Armatei Roșii în jurnale, care au fost publicate în Germania în 1959 sub titlul german: Eine Frau in Berlin. În 2008 a fost realizat un film cu Nina Hoss în rol principal sub titlul german: Anonyma eine Frau in Berlin.[3]

## Orașe înfrățite
- Charleston, Carolina de Sud, Statele Unite ale Americii
- Nahariya, Israel
- London Borough of Barnet, Anglia, Regatul Unit
- Amstelveen, Țările de Jos

## Galerie

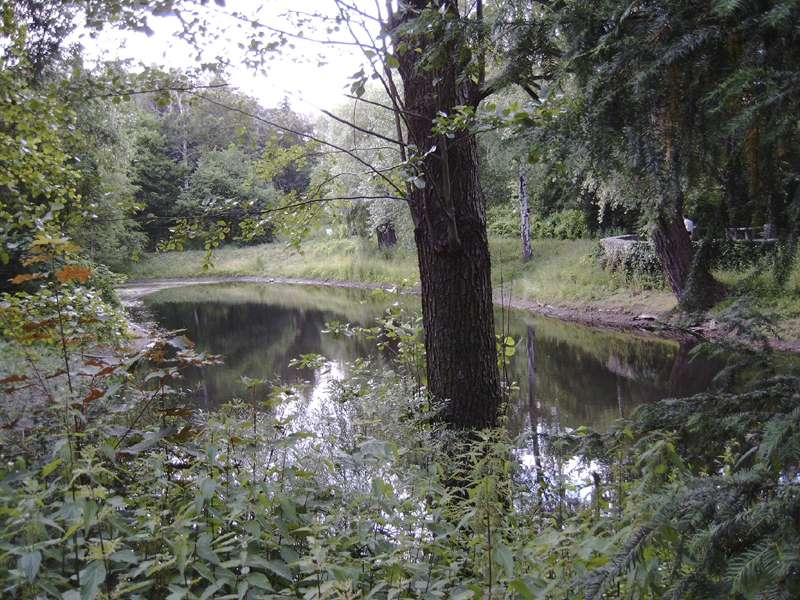
Mlaștina Lehnepfuhl în parcul Kleiner
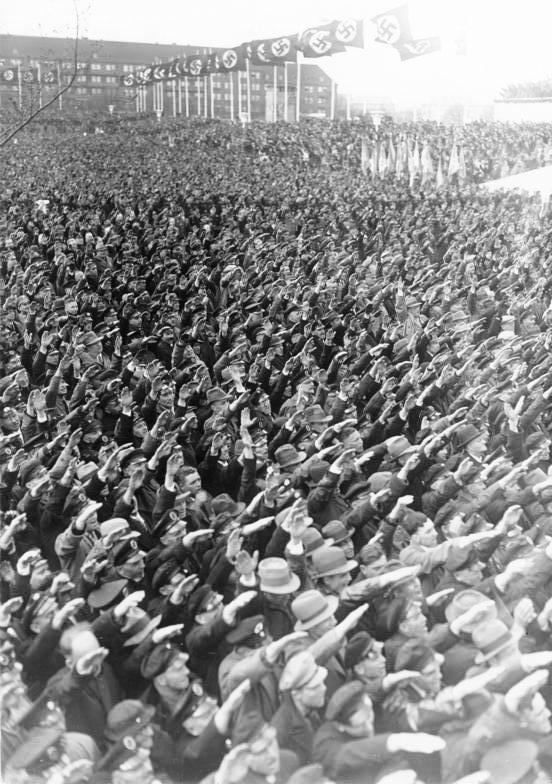
Aeroportul Tempelhof în 1935
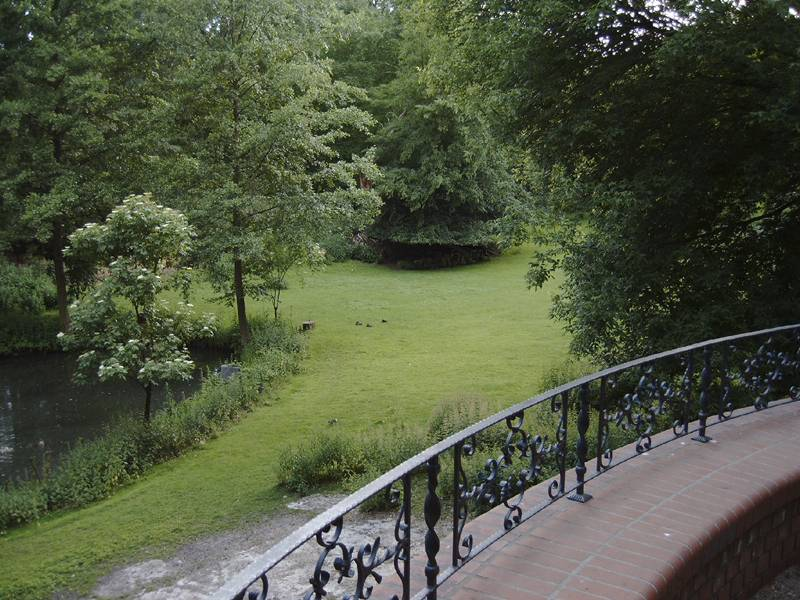
Parcul de cerbi care a fost odată Krummer Pfuhl
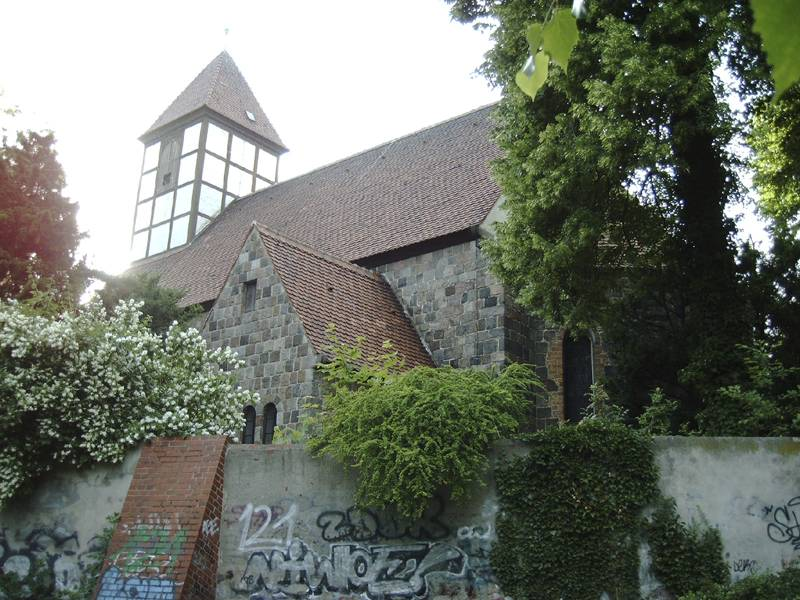
Biserica satului, așa cum arată astăzi
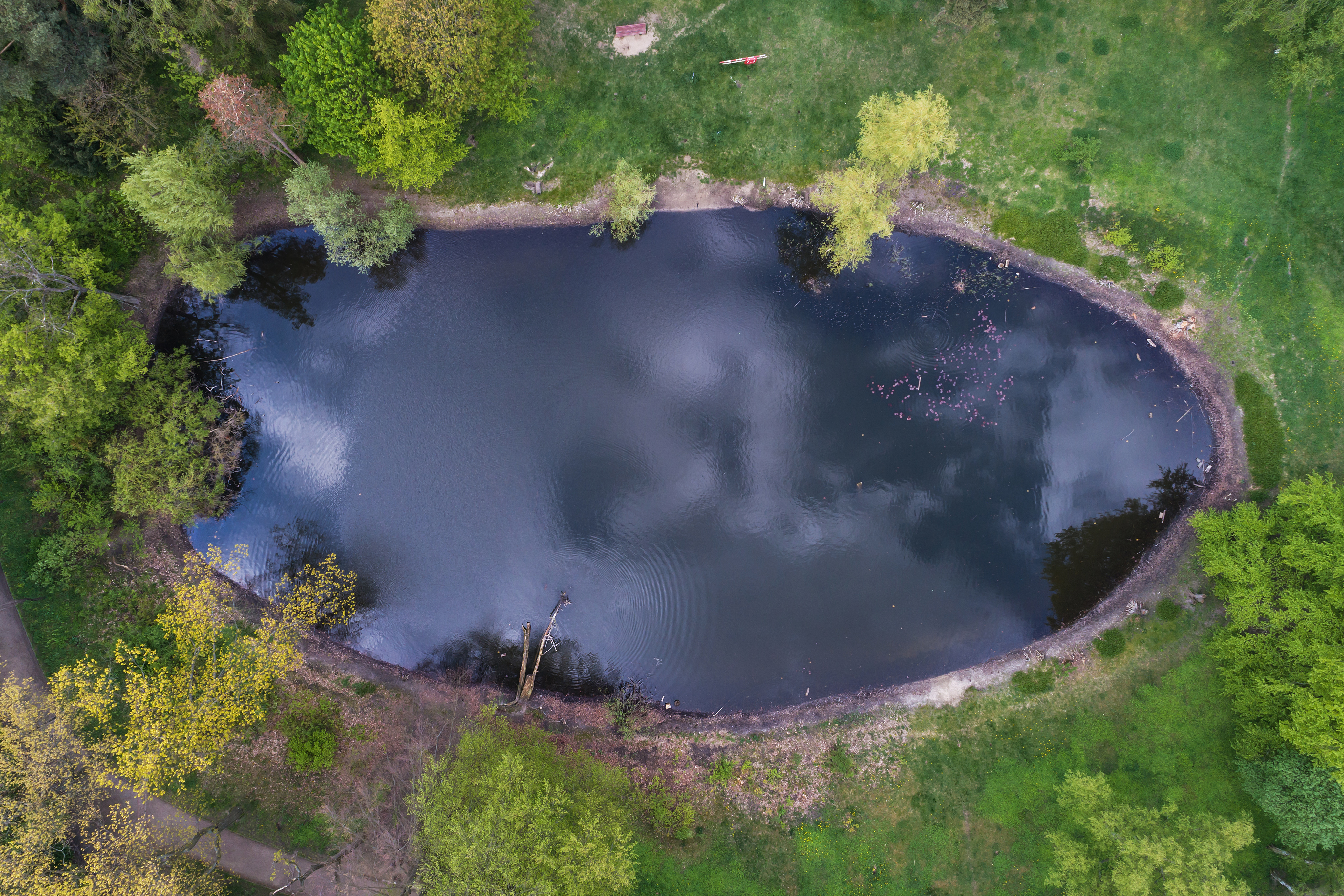
Monumentul natural „Blanke Helle”

## Legături externe
- Materiale media legate de Tempelhof la Wikimedia Commons
- La Wikivoyage găsiți un ghid turistic despre Tempelhof